# Золотые рога
«Золотые рога» — советский полнометражный цветной художественный фильм-сказка, поставленный на Центральной киностудии детских и юношеских фильмов имени М. Горького в 1972 году. Премьера состоялась 1 января 1973 года. Последняя работа режиссёра Александра Роу. Кинофильм создан под влиянием гуцульских сказок. Также налицо несомненные отсылки к пьесе Евг. Шварца «Два клёна» (1953), которая, в свою очередь, опиралась и на русские народные (на них — в первую очередь), и на гуцульские, и на иные сказки.
Фильм посмотрели в кинотеатрах 20,7 миллионов зрителей.

## Сюжет
Жили Евдокия с тремя детьми и древним стариком Маркелом. Однажды злая лесная ведьма Баба-яга превратила в ланей детей, которые во время сбора грибов спасли от разбойников оленя с золотыми рогами. Евдокия спасает дочерей в поединке с Бабой-ягой, которая в итоге стала пленницей Водяного.

## В ролях
- Раиса Рязанова — Евдокия
- Её дети:
  - Володя Белов — Кирюша (озвучивает Мария Виноградова)
  - Ира Чигринова — Машенька (озвучивает Маргарита Корабельникова)
  - Лена Чигринова — Дашенька (озвучивает Маргарита Корабельникова)
- Георгий Милляр — Баба Яга / дед Маркел
- Алексей Смирнов — Капитоныч, древний леший
- Лев Потёмкин — Водяной
- Анастасия Зуева — Сказительница
- Весёлые лешаки:
  - Юрий Харченко — Хохрик
  - Иван Байда — Тяп
  - Александр Горбачёв — Ляп
- Кикиморы:
  - Вера Алтайская — Кухарочка
  - Зоя Земнухова — Сучок
  - Маргарита Корабельникова — Задоринка
- Александр Ткаченко — Солнышко Красное (озвучивает Михаил Яншин)
- Валентин Брылеев — Месяц Ясный
- Александр Хвыля — Ветер Ветрович
- Злые разбойники:
  - Михаил Пуговкин — атаман Ирод
  - Борис Сичкин — Одуванчик
  - Савелий Крамаров — Сундук

## Съёмочная группа
- Сценарий — Лев Потёмкин, Александр Роу
- Стихи — Михаил Ножкин
- Режиссёр — Александр Роу
- Операторы — Юрий Дьяконов, Владимир Окунев
- Главный художник — Арсений Клопотовский
- Композитор — Аркадий Филиппенко

## Создание
Георгий Милляр уже появлялся в образе Бабы Яги в фильмах «Василиса Прекрасная», «Морозко» и «Огонь, вода и… медные трубы», тоже снятых Александром Роу. Получив от режиссёра предложение сыграть этого персонажа ещё раз, актёр отказался и начал скандалить, заявляя, что больше не может, как раньше, «изобретать» Бабу Ягу. Актёр Валентин Брылеев вспоминал, что ситуацию уладил гримёр Анатолий Иванов, ранее гримировавший Милляра под Кощея Бессмертного. Позвонив актёру, Иванов предложил ему сыграть Бабу Ягу так, будто у неё двести лет климакса. Милляр на это моментально согласился.
Эпизод с поющей Бабой Ягой снимали в Ялте. Как вспоминал Борис Грачевский, Милляр после просмотра отснятого материала оказался расстроен до слёз, так как исполнял в этой сцене придуманный им же особый танец, но оператор снял актёра без ног, выше пояса.